# Чермаев, Иван
Ива́н Черма́ев (1932, Лондон, Великобритания — 3 декабря 2017) — дизайнер, иллюстратор, художник.
С 1958 года соучредитель фирмы Chermayeff & Geismar Haviv, работающей в сфере графического дизайна.
Иван Чермаев автор книг по дизайну:
- Identify, Иван Чермаев, Том Гейсмар и Саги Хавив, 2011
- Showtime, Chermayeff & Geismar, 1997[2]

## Биография
Отец, Серж Чермаев (Исакович), был архитектором и промышленным дизайнером, родившимся в Грозном и эмигрировавшим в Англию, затем Канаду и в 1940 году в США.
Детство Ивана проходит в разъездах, он успевает поменять около двадцати четырёх начальных школ. С ранних лет он с успехом приспосабливается к происходящим переменам. Ему часто приходится оставаться одному, но это, как говорил он сам, ему только помогло в жизни. Иван поступает в Гарвардский университет, но бросает обучение предпочтя его карьере дизайнера. Позже он заканчивает Институт дизайна в Чикаго, а затем Йельский университет. Наставником и другом Ивана в университете становится специалист в области коммерческой графики — Пол Рэнд.

## Деятельность
Там же учится Том Гейзмер. Вместе по окончании обучения в 1958 году они основывают фирму Chermayeff & Geismar.
В 1978 году за вклад в графический дизайн Chermayeff & Geismar награждается медалью Американского института графических искусств. Чуть позже Чермаев становится президентом организации.
Третий деловой партнер фирмы Саги Хавив приглашается в 2006 году.
В 2013 году название сменяется на Chermayeff & Geismar & Haviv.
Фирма является автором всюду узнаваемых логотипов таких как: National Geographic, Merck, ChaseBank, PanAm, PBS, NBC и Mobil, MoMA, Showtime, Harper Collins, Shinsegae, U.S. Bicentennial. Фирма создавала плакаты для Музея Гуггенхайма и Американского музея естественной истории, Смитсоновского института и Музея современного искусства в Лос-Анджелесе и материалы компании президента Барака Обамы.

### О работе
Сам Чермаев в интервью в Университете штата Техас в 2015 году, пояснил что по его мнению делает логотип хорошим:
«Он должен быть простым. Подходить для аудитории. На этот процесс, как правило, уходит два месяца, но это должно выглядеть так как будто бы на это потребовалось всего пять минут. Концепция должна быть понятной и проводить свою собственную линию».
Иллюстрации Чермаева можно увидеть в журнале Нью-Йорк Таймс и в книге для детей «Sun Moon Star» Курта Воннегута. Он также является автором множества афиш для музеев Нью-Йорка. Он также создавал детские книги, иллюстрации, бумажные коллажи и скульптуры.
Его работы демонтировались на выставках в США, Европе и Японии.
В последние годы Чермаев вёл активную преподавательскую деятельность в школе дизайна Парсонс и в школе изобразительных искусств.
Награжден Золотой медалью AIGA (Американский институт архитекторов), золотой медалью Общества иллюстраторов и медалью Yale Art (Йельского университета искусств и школы дизайна).